# Cyla Wiesenthal
Cyla Wiesenthal, née Cyla Muller en 1908 sur le territoire de l'actuelle Pologne et morte le 10 novembre 2003 à Vienne, est une personnalité impliquée dans la chasse d'anciens nazis auprès de son mari Simon Wiesenthal.
Elle est inhumée dans le vieux cimetière de Herzliya à proximité immédiate de son mari.

## Hommages
Il existe une place Simon-et-Cyla-Wiesenthal à Paris.